# Arguido
No direito português, uma pessoa é constituída como arguida, um termo jurídico que não existe em muitas jurisdições estrangeiras, quando recaem sobre si indícios de ter cometido um delito. Sem arguido não há julgamento.
O arguido é considerado inocente até transito da sentença em julgado, e só nesse momento é que passa a condenado ou é confirmada a sua inocência. Enquanto que em termos jurídicos o conceito de suspeito é qualquer indivíduo sobre que existem indicios insuficientes para formular uma acusação. Donde a vantagem de uma pessoa solicitar ser arguida é o beneficio dos direitos que o estatuto juridico do arguido lhe confere e que não os tem como testemunha. Um arguido tem direito a não prestar declarações e a recusar responder a perguntas, já que, como potencial condenado, age em sua própria defesa, ao passo que, como testemunha, estaria obrigado a responder a todas as perguntas com verdade. Além da obrigatoriedade de ser acompanhado por um advogado nas suas declarações ante a autoridade policial, o que não sucede com as testemunhas.
O propósito do estatuto juridico do arguido é a consagração da verdade material ou seja a legitimidade que o tribunal tem em trazer para a barra da justiça, por via da investigação criminal, todas as provas consideradas uteis e necessárias à formação de um juízo de valor; condenado ou inocente.
No momento em que uma pessoa é constituída arguida num processo de investigação, fase na qual se recolhem provas ou indícios para posteriormente formular uma acusação, terá que se lhe aplicar o termo de identidade e residência como medida de coacção mínima, o que se traduz numa situação de limitação da liberdade em que o arguido é obrigado a informar as autoridades policiais caso tenha de se ausentar por mais de cinco dias. Outra medida de coação mínima em casos de criminalidade especialmente violenta ou altamente organizada, incluindo o terrorismo e o tráfico de pessoas, de armas e de estupefacientes seria a perda da inviolabilidade do domicilio. Um arguido pode ser sujeito também a outras medidas de coacção, a mais gravosa das quais é a prisão preventiva, especialmente aplicada quando existe perigo de fuga.